# Federico Turrini
Federico Turrini (ur. 21 lipca 1987 w Livorno) – włoski pływak, specjalizujący się głównie w stylu zmiennym i grzbietowym, brązowy medalista mistrzostw Europy.
Brązowy medalista mistrzostw Europy na krótkim basenie z Eindhoven (2010) oraz Herning (2013) na 400 m stylem zmiennym. Brązowy medalista Uniwersjady z Bangkoku na 400 m stylem zmiennym.
Uczestnik igrzysk olimpijskich w Londynie (2012) na 200 (20. miejsce) i 400 m stylem zmiennym (19. miejsce).